# Kirinua jinlong
Espèce
Kirinua jinlong est une espèce d'araignées aranéomorphes de la famille des Symphytognathidae.

## Distribution
Cette espèce est endémique du Guangdong en Chine,. Elle se rencontre dans le xian de Qingxin dans la grotte Jinlong.

## Description
Le mâle holotype mesure 0,53 mm et la femelle paratype 0,61 mm.

## Systématique et taxinomie
Cette espèce a été décrite par He, Liu, Zhu et Guo en 2024.

## Étymologie
Son nom d'espèce lui a été donné en référence au lieu de sa découverte, la grotte Jinlong.

## Publication originale
(juillet 2024).
- He, Liu, Zhu & Guo, 2024 : « A new cave-dweller spider of the genus Kirinua Li & Lin, 2021 (Araneae: Symphytognathidae) from Guangdong, China. » Pan-Pacific Entomologist, vol. 100, no 2, p. 148-153.